# The Way of the Dragon
The Way of the Dragon (猛龍過江 em chinês, O Voo do Dragão em br; e A Fúria do Dragão em pt)  é um filme de arte marciais estrelado, escrito e dirigido por Bruce Lee, lançado e produzido no ano de 1972, na cidade chinesa de Hong Kong. Além de lutas de artes marciais memoráveis, o filme traz algumas cenas de comédia, com o protagonista chinês passando por algumas dificuldades ao não entender a língua italiana.

## Elenco Principal
- Bruce Lee como Tang Lung (a.k.a. Dragon)
- Nora Miao como Chen Ching Hua
- Chuck Norris como Colt
- Ping-Ao Wei como Ho (Paul Wei Ping-Ao)
- Chung-Hsin Huang 'Tio' Wang (Wang Chung Hsin)
- Robert Wall como Fred (Bob Fred)

## Sinopse
Tang Lung viaja de Hong Kong até Roma para ajudar sua amiga Chen Ching Hua e família, que estão sob ameaça e intimidações da Máfia local que quer tomar o restaurante deles. Tang expulsa alguns mafiosos do restaurante, causando admiração entre os seus amigos e passa a lhes ensinar Kung Fu. A Máfia manda assassinos darem cabo de Tang, que mais uma vez os vence, dessa vez manuseando com maestria um Nunchaku. Em outra tentativa dos criminosos, Chen é raptada mas Tang e seus amigos conseguem resgatá-la.
Com o chefão agora considerando o caso como pessoal, assassinos estrangeiros são contratados para matar Tang. Dentre eles está o americano Colt, campeão mundial de Karatê. E que desafia Tang para um combate mortal na arena histórica do Coliseu.